# تيد بيرد
تيد بيرد (بالإنجليزية: Ted Beard)‏ هو لاعب كرة قاعدة أمريكي، ولد في 7 يناير 1921 في وودسبورو في الولايات المتحدة، وتوفي في 30 ديسمبر 2011 في فيشرز في الولايات المتحدة.

## وصلات خارجية
- تيد بيرد على موقعبيزبول رفرنس.كوم (الدوري الرئيسي) (الإنجليزية)
- تيد بيرد على موقع جمعية أبحاث البيسبول الأمريكية (الإنجليزية)